# Cisgiordania
La Cisgiordania (lett. "la parte al di qua del Giordano"; in arabo الضفة الغربية‎?, al-Ḍiffä al-Gharbiyya; in ebraico הגדה המערבית‎?, HaGadah HaMa'aravit o, sempre in ebraico e ufficialmente per lo Stato d'Israele, יהודה ושומרון, Yehuda ve'Shomron, Giudea e Samaria; in inglese West Bank, "la sponda occidentale") è un territorio senza sbocco al mare sulla riva occidentale del fiume Giordano, nel Medio Oriente. Fa parte, assieme alla striscia di Gaza, dei territori palestinesi e della regione storico-geografica della Palestina.
Prima della Grande Guerra, la zona ora conosciuta come Cisgiordania era sotto il dominio ottomano, come parte della provincia di Siria. Nel 1920, alla conferenza di Sanremo, la vittoria delle forze alleate la assegnò alla sovranità del Mandato britannico della Palestina. La guerra arabo-israeliana del 1948 vide la creazione di Israele in alcune parti dell'ex mandato, mentre la Cisgiordania fu conquistata dall'emirato di Transgiordania e annesso l'anno successivo in un nuovo regno denominato Giordania. Gli accordi di armistizio del 1949 hanno definito i suoi confini ad interim.
Dal 1948 al 1967, la zona fu quindi sotto il controllo giordano, passando poi a Israele in seguito della guerra dei sei giorni. Tuttavia, la Giordania non rinunciò ufficialmente alle sue pretese sull'area sino al 1988 quando le cedette all'OLP. Le richieste della Giordania non furono mai riconosciute dalla comunità internazionale, con l'eccezione del Regno Unito. La definizione dei confini venne stabilita in seguito alla stipulazione dell'armistizio di Rodi, quando venne definita dalle linee di "cessate il fuoco" tra gli eserciti israeliano e giordano. A partire dal 1993, con gli accordi di Oslo la regione è sottoposta a controllo misto da parte dello Stato di Palestina e di Israele.
Secondo il censimento Onu del marzo 2023, sono circa 279 le colonie israeliane in Cisgiordania, fortemente volute dai governi Netanyahu. Un terzo è stato costituito per motivi ideologici, mentre la rimanente parte si è insediata grazie agli incentivi economici di Israele.

## La denominazione
Il nome Cisgiordania ("su questo lato del Giordano"), viene usato normalmente in italiano, francese, romeno, spagnolo e altre lingue romanze. Letteralmente significa "di qua dal Giordano" cis- [dal lat. cis «di qua da»]. – Prefisso di alcuni aggettivi derivati dal latino o formati modernamente sul modello latino (come cisalpino, cispadano, ecc.), per indicare posizione geografica di qua da un determinato punto di riferimento.
L'analogo Transgiordania è utilizzato per indicare l'altra sponda. In inglese Cisgiordania è stato occasionalmente usato per indicare l'intera regione compresa tra il Giordano e il Mar Mediterraneo.
Il nome usato in inglese, "West Bank" (sponda occidentale) venne apparentemente utilizzato per la prima volta dai giordani dal 1950, all'epoca della loro annessione della regione, ed è un'abbreviazione di "sponda occidentale del fiume Giordano"; mentre il Regno di Giordania si estende sulla sponda orientale.
Il nome Giudea e Samaria è invece di origine biblica e risale al tempo in cui la regione era abitata dal popolo ebraico. Gli israeliani si riferiscono alla regione come un'unità: il "West Bank" (ebraico: "HaGada HaMa'aravit" "הגדה המערבית"), o come due unità: Giudea e Samaria (ebraico: "Yehuda" "יהודה", "Shomron "" שומרון "), i due regni biblici (a sud il Regno di Giuda e a nord il Regno di Israele - la cui capitale era una volta la città di Samaria). I termini geografici "Giudea" e "Samaria" sono in continuo uso da parte degli ebrei dai tempi biblici.
Tuttavia questo nome è criticato a causa del suo uso politicizzato da parte dei coloni israeliani.
Il mondo arabo e, in particolare, i palestinesi osteggiano fortemente la dizione "Giudea e Samaria", nel cui uso ritengono si riflettano mire espansionistiche di Israele. Invece, si riferiscono alla zona come alla "Cisgiordania".

## Storia

Confini definiti nel Piano di divisione delle Nazioni Unite del 1947 per la Palestina, rifiutato dai paesi arabi

Fu parte integrante dell'Impero ottomano per quattro secoli, fino al 1918, e successivamente parte del mandato britannico della Palestina.
I territori oggi conosciuti come Cisgiordania erano principalmente parte del territorio riservato dal Piano di partizione del 1947 (risoluzione 181 dell'Assemblea Generale dell'ONU) per uno Stato arabo. In base al Piano, la città di Gerusalemme e le città circostanti (comprese Betlemme e Ramallah) sarebbero state un territorio amministrato internazionalmente, il cui futuro sarebbe stato determinato in una data successiva. Il Piano fu accettato dall'Agenzia ebraica, ma rifiutato dagli arabi. Mentre uno stato arabo palestinese (oltre a quello già creato sull'85% del territorio con il nome di Transgiordania) non riuscì a materializzarsi, i territori vennero occupati nel 1948 dal confinante Regno di Giordania a seguito dell'attacco di questo ed altri quattro Paesi arabi al neonato Stato d'Israele. Questa occupazione non venne riconosciuta dall'ONU o dalla comunità internazionale.
La linea temporanea di demarcazione della cessazione delle ostilità, che venne tracciata tra Israele e l'esercito transgiordano sulla "sponda occidentale", venne determinata dai colloqui sul cessate il fuoco del 1949 (armistizio di Rodi) e viene spesso chiamata la "Linea Verde". Durante gli anni cinquanta, ci fu una significativa infiltrazione di rifugiati palestinesi e di terroristi, attraverso la linea verde. Nel corso della guerra dei sei giorni, Israele occupò questo territorio, ma il Consiglio di Sicurezza dell'ONU, con la risoluzione 242 del novembre 1967, dispose che Israele si ritirasse "da" o "dai" territori occupati (a seconda della versione inglese o francese del testo). Israele contestò questa risoluzione rifiutando di ritirarsi. Nel 1988, la Giordania ritirò tutte le pretese su di essi, concedendone la sovranità all'OLP (Organizzazione per la Liberazione della Palestina) guidata da Yasser Arafat.
Nel 1993 gli accordi di Oslo dichiararono lo status finale della Cisgiordania, come soggetto di un accordo tra Israele e la leadership araba palestinese dell'OLP. A seguito degli accordi in cui si concedeva l'amministrazione autonoma ai palestinesi su quei territori, Israele ritirò le sue forze militari da alcune aree della Cisgiordania, che venne quindi divisa in tre aree, con la creazione nel 1995 dell'Autorità Nazionale Palestinese.

## Lo status della regione
Il Consiglio di sicurezza delle Nazioni Unite, l'Assemblea generale delle Nazioni Unite, la Corte Internazionale di Giustizia, e il Comitato internazionale della Croce Rossa, si riferiscono a esso come a un territorio occupato da Israele.
La realizzazione di uno stato palestinese con capitale Gerusalemme Est, nei territori occupati da Israele è la soluzione sostenuta da tutti gli stati membri dell'ONU, ad esclusione di Israele. La comunità internazionale considera la Cisgiordania come la terra riservata ai palestinesi che vi risiedono, e guarda alla presenza israeliana come a quella di una forza di occupazione.
Israele opta, invece, per il termine "territori contesi", sostenendo che questo sia più vicino al punto di vista neutrale, alla realtà dei fatti storici e al diritto internazionale di guerra, oltre alla legittimità giuridica della fondazione dello Stato di Israele.
La visione di Israele sulla situazione dei territori è la seguente:
1. Il confine orientale di Israele non è mai stato definito da nessuno.
2. I territori contesi non hanno fatto parte di nessuno stato (l'annessione giordana non fu mai riconosciuta) fin dai tempi dell'Impero ottomano.
3. In base agli accordi di Camp David con l'Egitto, l'accordo con la Giordania del 1994, gli accordi di Oslo con l'OLP, lo status finale dei territori sarà fissato solo nell'ambito di un accordo permanente tra Israele e i palestinesi.

## Suddivisione amministrativa

Suddivisione del territorio nelle diverse aree e indicazione degli insediamenti illegali israeliani (Nazioni Unite OCHA oPt) Maggio 2023

Gli accordi di Oslo del 1993 hanno dichiarato che lo stato finale della Cisgiordania sarà oggetto di un prossimo accordo tra Israele e la leadership palestinese. A seguito di tali accordi ad interim, Israele ha ritirato il suo governo militare da alcune parti della Cisgiordania, che è stata divisa in tre settori:
| Area | Controllo   | Amministrazione | % di territorio della Cisgiordania | % di Palestinesi in Cisgiordania |
| ---- | ----------- | --------------- | ---------------------------------- | -------------------------------- |
| A    | Palestinese | Palestinese     | 17%                                | 55%                              |
| B    | Israeliano  | Palestinese     | 24%                                | 41%                              |
| C    | Israeliano  | Israeliana      | 59%                                | 4%                               |

L'Autorità palestinese ha il pieno controllo civile nell'area A, l'area B è caratterizzata da un'amministrazione congiunta tra l'ANP e Israele, mentre la zona C è sotto il pieno controllo israeliano.
L'Area A comprende le città palestinesi, e alcune zone rurali di distanza da centri di popolazione di Israele nel nord (tra Jenin, Nablus, Tubas, e Tulkarm), il sud (nei pressi di Hebron), e uno nel centro sud di Salfit. L'Area B aggiunge altre popolate aree rurali, molto più vicino al centro della Cisgiordania. L'Area C contiene tutti gli insediamenti israeliani, le strade di accesso utilizzato per gli insediamenti, zone cuscinetto (vicino a insediamenti, strade, aree strategiche, e in Israele), e quasi tutta la Valle del Giordano e il deserto della Giudea.
Le Aree A e B sono a loro volta divise tra le 227 aree separate (199 dei quali sono inferiori a 2 chilometri quadrati) che sono separate le une dalle altre da una zona di area C.
Mentre la stragrande maggioranza della popolazione palestinese vive in zone A e B, le terre vacanti disponibili per la costruzione di decine di villaggi e città in tutta la West Bank, sono situate ai margini della comunità e definite come area C.

## Geografia
Il territorio della Cisgiordania ha una superficie di 5860 km² e una popolazione di circa 2 163 000 abitanti, confinando a ovest, nord e sud con Israele, a est, oltre il fiume Giordano, con la Giordania e il Mar Morto. Eccetto Gerusalemme Est, il resto della Cisgiordania non è stato annesso da parte di Israele. La maggior parte dei residenti sono arabi, anche se un gran numero di insediamenti israeliani sono stati costruiti nella regione dal 1967.
La parte più densamente popolata della regione è la dorsale montuosa, che corre da nord a sud, dove si trovano le città di Nablus, Ramallah, Betlemme, e Hebron. Jenin, nell'estremo nord della Cisgiordania, si trova sul confine meridionale della valle di Jezreel, Qalqilya e Tulkarm sono situate alle pendici delle colline adiacenti alla piana costiera di Israele, mentre Gerico è posta vicino al fiume Giordano, poco più a nord del Mar Morto. A nord di Ramallah si sta costruendo la nuova città di Rawabi.
Ma'ale Adummim (circa 6 km ad est di Gerusalemme) e Ariel (tra Nablus e Ramallah) sono gli insediamenti israeliani più grandi.

## Clima
Il clima in Cisgiordania è temperato con estati calde caratterizzate da notevole escursione termica ed inverni miti con possibilità di qualche nevicata. Nella zona di Gerico e nel Mar Morto il clima è pre-desertico, caldo e secco.

## Trasporti e comunicazioni
La Cisgiordania ha 4500 km di strade, dei quali 2700 km sono asfaltati. Sono presenti autostrade che per lo più servono gli insediamenti israeliani e sono inaccessibili ai palestinesi, tranne alcune parti che sono accessibili solo ai palestinesi e non agli israeliani. L'unico aeroporto civile presente in Cisgiordania era quello di Gerusalemme, chiuso dal 2001. Non esistono ferrovie. Tuttavia, gli spostamenti sono piuttosto semplici grazie alla massiccia presenza di taxi che fanno servizio all'interno delle città o collegano le diverse città. I costi sono molto contenuti, grazie anche alla possibilità di utilizzare taxi collettivi.
La compagnia israeliana Bezeq, e quella palestinese PALTEL, sono responsabili per i servizi di telecomunicazioni in Cisgiordania. Jawwal è l'operatore in Palestina per la comunicazione di telefonia mobile. La Palestinian Broadcasting Corporation trasmette da una stazione AM a Ramallah sui 675 kHz; numerose stazioni locali private sono in funzione. Gran parte delle abitazioni palestinesi ha una radio, e molte hanno un televisore, ma non sono disponibili cifre precise.

## Religione
La comunità musulmana è circa il 75% della popolazione, il 17% è ebraica e l'8% cristiana. Il monte Garizim ospita una comunità samaritana.